# Велсон Сім
Велсон Сім (29 березня 1997) — китайський плавець.
Учасник Олімпійських Ігор 2016 року.
Переможець Ігор Південно-Східної Азії 2015, 2017 років, призер 2013, 2019 років.